# Gertruda z Hohenbergu
Gertruda Anna z Hohenbergu (1225? – 16. února 1281 Vídeň) byla rakouská vévodkyně, římská královna, první manželka Rudolfa Habsburského.

## Život
Jejími rodiči byli hrabě Burkhard III. z Hohenbergu a Mechthilda, dcera tübingského falckraběte Rudolfa II.
Roku 1253 se provdala za hraběte Rudolfa a stala se matkou deseti dětí, které později Rudolf využil při své dynastické politice. O dvacet let později se hrabě Rudolf stal římským králem. Gertruda žila převážně v aarském Bruggu a po zvolení svého muže králem v Rheinfeldenu. Po korunovaci v Cáchách roku 1273 byla známa jako královna Anna. Německou královnou byla po osm let, až do své smrti v roce 1281.
Po roce 1277 pobývala královna často ve Vídni, kde také zemřela. Společně s posledním synem Karlem byla pohřbena v katedrále v Basileji. Roku 1770 byl její hrob otevřen a nalezené ostatky (muž, žena a dítě) byly přeneseny do St. Blasien a poté roku 1809 do korutanského Lavantallu.